# Startup
Uma startup (termo da língua inglesa sem tradução oficial) é uma empresa emergente e recém-criada ainda em fase de desenvolvimento, de alto potencial e alto risco, que começa do zero com poucos recursos, e que apresenta um conceito inovador ao mercado. Tal empresa tem como objetivo principal desenvolver ou aprimorar um modelo de negócio, preferencialmente escalável, disruptivo e repetível. Uma startup é comumente relacionada a tecnologia, mas pode aparecer em vários setores; O termo tornou-se popular internacionalmente durante a bolha da internet. quando um grande número de "empresas.com" foram fundadas. Mas qualquer empresa que nasce em qualquer segmento, seja tradicional ou inovador é uma startup (uma potencial "empresa" que nasce).

O uso do termo 'empresa' é questionado para startups; pois o processo de criação/amadurecimento da startup é dividido em quatro passos e, somente no último esta ganha o status de empresa, sendo organização o nome preferido nos passos anteriores.

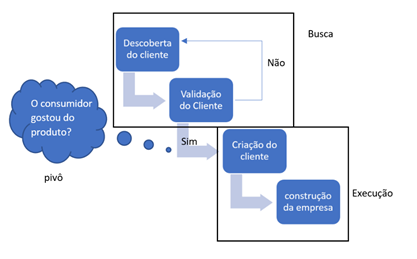
Visão esquemática do conceito de pivô no modelo de desenvolvimento do cliente

## Investimento
As startups enfrentam vários desafios, pois se encontram em um campo de negócios arriscado e incerto, especificamente na sua fase inicial. Como consequência, startups precisam ser financiadas de modos diferentes em cada fase do seu desenvolvimento[carece de fontes?].

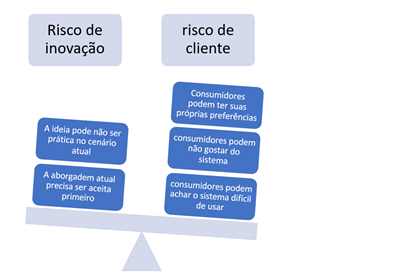
Riscos que uma startup pode correr.

O investimento para o início da startup é chamado capital semente, de maneira que ela tenha fundos suficientes para se sustentar até atingir um estado onde consiga se manter financeiramente sozinha ou receba novos aportes financeiros. Formas de capital semente incluem recursos do próprio empreendedor, familiares e amigos, Investimento-Anjo, recursos aportados por Aceleradoras e financiamento coletivo (Equity Crowdfunding). Em estágios mais avançados, a startup pode obter investimento de Capital de risco (em inglês: Venture Capital) em troca de ações da empresa emergente.

### Tipos de investimento

#### Investimento próprio (Bootstrapping)
Investimento do próprio empreendedor na sua ideia. Nesse tipo de financiamento, o empreendedor tira dinheiro da poupança, usa seus recursos próprios ou faz empréstimos pessoais para lançar o seu negócio. Além da verba financeira, uma das formas de bootstrapping mais comum é a em que o(s) empreendedor(es) investem o tempo e o(s) conhecimento(s) que eles possuem para tracionar o negócio e tentar obter o capital necessário a partir de editais, investidores ou naturalmente pelas vendas da empresa.

#### Investimento-Anjo
É o investimento efetuado por pessoas físicas com seu capital próprio* em empresas nascentes com alto potencial de crescimento (as empresas emergentes) apresentando as seguintes características:
1. É efetuado por profissionais (empresários, executivos e profissionais liberais) experientes, que agregam valor para o empreendedor com seus conhecimentos, experiência e rede de relacionamentos além dos recursos financeiros, por isto é conhecido como smart-money.
2. Tem normalmente uma participação minoritária no negócio.
3. Não tem posição executiva na empresa, mas apoiam o empreendedor, atuando como um mentor/conselheiro.
- O Investimento com recursos de terceiros é chamado "gestão de recursos". É efetivado por fundos de investimento e similares, sendo uma modalidade importante e complementar a de Investimento-Anjo, normalmente aplicado em aportes subsequentes.

O Investidor-Anjo é normalmente um (ex-)empresário/empreendedor ou executivo que já trilhou uma carreira de sucesso, acumulando recursos suficientes para alocar uma parte (normalmente entre 5% a 10% do seu patrimônio) para investir em novas empresas, bem como aplicar sua experiência apoiando a empresa. Importante observar que diferentemente que muitos imaginam, o Investidor-Anjo normalmente não é detentor de grandes fortunas, pois o investimento-anjo para estes seria muito pequeno para ser administrado.
Importante observar que o investimento-anjo não é uma atividade filantrópica e/ou com fins puramente sociais. O Investidor-Anjo tem como objetivo aplicar em negócios com alto potencial de retorno, que consequentemente terão um grande impacto positivo para a sociedade através da geração de oportunidades de trabalho e de renda. O termo "anjo" é utilizado pelo fato de não ser um investidor exclusivamente financeiro que fornece apenas o capital necessário para o negócio, mas por apoiar ao empreendedor, aplicando seus conhecimentos, experiência e rede de relacionamento para orientá-lo e aumentar suas chances de sucesso.
O investimento-anjo em uma empresa é normalmente feito por um grupo de 2 a 5 investidores, tanto para diluição de riscos como para o compartilhamento da dedicação, sendo definido 1 ou 2 como investidores-líderes para cada negócio, para agilizar o processo de investimento. O investimento total por empresa é em média entre R$ 200 mil a R$ 500 mil, podendo chegar até R$ 1 milhão.

#### Capital de Risco
O capital de risco (em inglês: Venture Capital) é uma modalidade de investimentos alternativos utilizada para apoiar negócios por meio da compra de uma participação acionária, geralmente minoritária, com objetivo de ter as ações valorizadas para posterior saída da operação. Este tipo de investimento é feito com a startup em um estagio ainda inicial, próximo a seu modelo de negócios, o que implica seu alto risco (Que nomeia o tipo de investimento).

#### Séries A, B e C
São modalidades de investimentos aplicados a uma startup a partir do seu modelo de negócios consolidado que evolui a partir deste e recebendo rodadas de investimento partindo da casa dos milhões de dólares.

#### LoveMoney
Nome atribuído ao capital investido acreditando no empreendedor e seu potencial e não diretamente no potencial de sua startup. Esse dinheiro surge da venda do produto a familiares e amigos ou até mesmo do investimento de valores para permitir que o empreendedor prossiga sua jornada e acredite em seu potencial. O LoveMoney é uma fonte muito importante ao empreendedor, não só na forma financeira mas na forma de apoio familiar ao empreendedor. "Empreender é amar, e LoveMoney e investir amor".

#### SmartMoney
O SmartMoney é a modalidade de investimento em que o investidor financeiro também investe seu Know-How para auxiliar a equipe a tracionar seu projeto. Ele é um Mentor-investidor.

## Métricas e crescimento acelerado
Outro tema que vem ganhando importância nas empresas emergentes de tecnologia é a utilização de métricas que de maneira simples exponham ao empreendedor o atual estágio de seu negócio.
Bastante utilizadas para avaliação de Investidores no momento de captação de recursos para as empresas emergentes, métricas como o custo de aquisição de clientes (CAC), índice de cancelamento (Churn Rate) ou o valor do tempo de vida do cliente (Lifetime Value) estão a tornar-se cada vez mais necessárias as empresas emergentes de crescimento acelerado.

## Locais de desenvolvimento

### Incubadoras
Incubadoras são entidades que visam promover os empreendimentos inovadores como as empresas emergentes, elas oferecem um suporte para desenvolvimento de ideias. Esse suporte está na infraestrutura e no suporte gerencial, que orienta o caminho a ser seguido pelos empreendedores em relação à gestão dos negócios e à competitividade. Já Frenkel et al. (2005) defendem que as empresas incubadas têm tido taxas de sucesso maiores do que as que não passam por processos de incubação; sucesso esse medido em aumento do número de empregados, reduções de custos e aumento das vendas e do lucro (FRENKEL; SHEFER; MILLER, 2005 apud Fernandes, JRC 2015).
Por sua vez Dee et al. (2011) mostram que as incubadoras providenciam diversos apoios para estas empresas iniciantes, tais como: aconselhamento, assistências administrativa, financeira e mercadológica, além de espaço físico (DEE et al., 2011 apud Fernandes, 2015).

### Aceleradoras
As aceleradoras diferenciam-se do modelo de incubação, pois: 1. Oferecem um processo de inscrição aberto e altamente competitivo; 2. Investem recursos financeiros, em geral em troca de participação em cotas ou acionária; 3. Focam-se na equipe, ao invés dos fundadores individuais; 4. Têm limitação determinada para o tempo do programa de aceleração; 5. Dedicam intensas atividades de mentoria e networking; e 6. Operam com grupos de start-ups/TIC ao invés de start-ups/TIC individuais. (MILLER; BOUND, 2011 apud Fernandes 2015).

### AceleradoraversusIncubadora
As incubadoras e as aceleradoras buscam garantir um melhor desempenho das empresas que por elas passam (LEE; LEE; PENNINGS, 2001), observando-se que ambas são similares, uma vez que pretendem auxiliar os empreendedores nos estágios iniciais de seus negócios (COHEN, 2013 apud Fernandes, 2015). 

## Modelo de negócios em cenários de mudanças
Ruy Guerra discute uma problemática bastante atual que é a criação de novos negócios com modelos que possam gerar valor e permanecer lucrativos e inovadores.
Estes negócios são, geralmente, gerados em cenários de muita incerteza. Guerra citando Ries diz: “uma startup é uma instituição humana desenhada para entregar um novo produto ou serviço sob condições de extrema incerteza” (GUERRA, 2012).
Com o objetivo de permitir que se crie um ambiente propício a inovação, surge, segundo o mesmo artigo, a fórmula “lean startup” que consiste na constante busca por um casamento perfeito entre o produto e o cliente, e baseia-se essencialmente na ideia de que startups são hipóteses, e que é preciso aplicar “o método científico na identificação da oportunidade de mercado”. O professor Ruy Guerra ressalta, em suas notas de aula, que:
[...]é recomendado que  um modelo seja adotado para minimizar riscos e reduzir prazos no lançamento de startups: uma vez obtido um “produto mínimo viável” (“minimum viable product”), é importante buscar feedback do cliente sobre o produto, suas características e funcionalidades, iterando e pivotando produto e modelo de negócio à medida que se aprende com o processo.
E lembra, novamente, Eric Ries, citando que “a combinação de excelentes produtos com ótimos modelos de negócio é que farão a diferença no mundo competitivo da inovação tecnológica”.
Vitor Andrade reforça também que a essência da metodologia Lean é a preocupação em estabelecer um método científico para viabilizar o aprendizado de forma rápida na busca de um modelo de negócios repetível e escalável.
Para entender melhor este cenário complexo, que se intensifica na década atual, Marty Neumeier (2010) cita o levantamento dos problemas capciosos de nossa década, “problemas tão difíceis e pervasivos, que parecem não ter solução”. Neste estudo, patrocinado pela Neutron e pela Universidade de Stanford, consta a seguinte lista: 1. Equilibrar metas de longo prazo e demandas de curto prazo 2. Prover retorno sobre conceitos inovadores 3. Inovar com a crescente velocidade das mudanças 4. Vencer a guerra pelo talento classe mundial 5. Combinar rentabilidade e responsabilidade social 6. Proteger margens em um setor “commoditizante” 7. Multiplicar o sucesso por meio de colaboração entre silos 8. Encontrar espaços inexplorados e ao mesmo tempo rentáveis no mercado
9. Enfrentar o desafio da eco-sustentabilidade
10. Alinhar a estratégia à experiência

## Empresa Emergente e Agilidade
Neste cenário surge o manifesto ágil que rediscute o processo de desenvolvimento de software e ressalta a importância de valores como foco no cliente, nas mudanças, na agilidade e em equipes multidisciplinares e extremamente capacitadas (FOWLER, 2001; FOWLER, HIGHSMITH, 2001).
O manifesto não se aplica somente a desenvolvimento de produtos de software, mas, sim, a repensar as empresas amplamente.
A organização ágil envolve processos e pessoas em todo o ciclo de negócios, em cenários onde as mudanças são uma constante, os prazos cada vez mais curtos e os clientes mais exigentes. No artigo Journey towards agility: the agile wheel explored o grupo de pesquisas Agile Manufacturing Research Group (AMRG), introduz o agile wheel reference model (AWRM), identificando práticas e políticas que devem ser seguidas pela organização ágil.

## Empresas Emergentes e Inovação
Além da responsabilidade social e da sustentabilidade que por si só já se constituem desafios globalmente discutidos com impactos sérios na qualidade de vida dos próximos milênios, a inovação constante e o talento são fatores que estão sempre citados nos diversos modelos.
Trott (2002) em Innovation and New Product Development discute a gestão de inovação em desenvolvimento de novos produtos. Neste, faz um levantamento da definição de inovação. Segue algumas destas definições:• O processo de realizar melhorias (introduzindo novos recursos) • A ação de introduzir algo novo (The American Heritage Dictionary). • O processo de traduzir ideias novas em algo tangível com impactos sociais
• Uma nova ideia, método ou dispositivo (Merriam-Webster Online) • A exploração bem sucedida de novas ideias (Department of Trade and Industry, UK). • A mudança que cria uma nova dimensão de performance - Peter Drucker (Hesselbein, 2002) • Uma ideia criativa que é realizada [(Frans Johansson)] (Harvard Business School Press, 2004) • A capacidade de realizar continuamente um estado futuro desejado ([John Kao, The Innovation Manifesto, 2005])
Tidd, Bessant e Pavitt (2005) classificam os tipos de inovação em: produtos, processos, posicionamento e paradigma.
Os autores reafirmam também as vantagens estratégicas da inovação em produtos e serviços, processos e projetos.
Ainda com o objetivo de auxiliar a criação e desenvolvimento de empreendimentos inovadores com potencial de crescimento exponencial, foi proposto o Business Model Canvas, Alexander Osterwalder que trouxe uma importante contribuição para, ao definir os nove blocos básicos de um modelo de negócio e seus relacionamentos. No centro, os clientes, seus segmentos e as proposições de valor. Permeando, os canais, o relacionamento com o cliente, fluxos de receita, atividades-chaves, recursos, parceiros e estrutura de preço e custo.
Todos estes elementos precisam ser cuidadosamente pensados e repensados em cenários dinâmicos onde parceiros, concorrentes, investidores e clientes têm novas e crescentes demandas.
As atividades das start-ups/TIC, são relacionadas ao conceito de inovação e tecnologia. A relação entre as start-ups/TIC e a inovação fica mais completa na medida em que pode ser associada a algum tipo de pesquisa, assim como com a imitação e com a adoção de novos produtos, de novos processos de produção e de novas técnicas organizacionais, onde as incertezas estão presentes (Fernandes,  2015).

## Habilidades para acessar e compartilhar informações
Haeckel and Nolan (1999) discutem também que a empresa que almeja sobreviver deve desenvolver um QI que inclui: habilidades para acessar o conhecimento e a informação, habilidade para extrair significado dos dados, habilidade para integrar e compartilhar estas informações. E detalham como a tecnologia da informação é importante para obter vantagem competitiva.
Para auxiliar o compartilhamento e a validação das informações não só internamente, mas também com investidores, parceiros, mentores, Vitor Andrade, em notas de sala de aula, ressalta a importância da ferramenta visual para desenhar o modelo de negócios. Andrade ressalta ferramentas como Business Model Canvas, Business Model ToolBox como auxiliadoras deste processo.
Estes modelos e ferramentas não são essenciais somente em startups, mas devem ser usadas também em empresas que estão constantemente se renovando e, portanto, mais preparadas para enfrentar mudanças.
Apesar da mudança do paradigma industrial, o livro A grande Transição de James Martin (1996) continua atual e discute a necessidade da criação dos processos de negócio de uma empresa que priorize a definição e redefinição constante do fluxo estratégico de valor. O autor segue a reflexão citando Kearns em Prophits in the dark que diz: “É preciso qualidade para entrar no jogo”. E, ainda, empresas que realmente desejam prosperar, precisam criar arquiteturas completamente novas, que redefinam a organização do trabalho, as informações e as pessoas.
O fluxo estratégico de valor tem sido objeto de estudos há várias décadas, desde que entramos na era do conhecimento e a gestão de negócios e os cenários envolvidos se tornaram muito mais complexos e globalizados (MARTIN, 1996).

## Competências essenciais
Desenvolver competências para reagir à mudança é a resposta para os cenários atuais.  Equipes multidisciplinares e auto-gerenciáveis e a tecnologia da informação são fatores críticos de sucesso.
No livro A empresa orientada pelo design de Marty Neumeier (2010), o autor propõe o design como solução através da construção da cultura da inovação, trazendo a gestão do design para dentro da empresa.
Alguns princípios norteadores destas empresas são a promoção da criatividade, a colaboração, foco na agilidade, na capacitação contínua, recompensas à solução de problemas complexos e todas as ações devem sempre estar articulados com uma visão de longo prazo.
Estabelecer uma cultura de inovação esbarra em uma série de fatores ambientais que estão arraigados no dia a dia da empresa.
Kanter (2003), no estudo da promoção da criatividade em ambientes empresariais, elaborou uma lista de fatores que devem ser combatidos: predominância de relacionamentos verticais; ausência de ações que promovam as comunicações horizontais; ferramentas, recursos, veículos formais para inovação limitadas; reforço da cultura da inferioridade (onde se reforça a crença que as inovações Sempre ocorrem de fora para dentro).
Relembrando a reinvenção do fluxo de valor de Martin (1996), “um fluxo de valor é um conjunto de atividades do início ao fim que gera um resultado para o cliente”. [...] “a reinvenção do fluxo de valor sucateia o processo de trabalho existente, substituindo por um processo radicalmente diferente” [...]. Focando o cliente interno e externo é preciso perguntar a todo instante: Existe uma melhor forma de fazer isto? E estar preparado para reavaliar e mudar continuamente.
De forma que o modelo para lançamento de startup que testa e avalia hipóteses deve estar presente no dia a dia das empresas para que a mesma possa continuamente sobreviver e se adaptar a mudanças.
Bessand e Tidd argumentam que este processo é contínuo, mas evolutivo.
O processo de desenvolvimento de novos produtos e serviços – evoluindo da simples ideia para os produtos, serviços ou processos de sucesso – é um processo gradual de redução de incertezas por meio de uma série de estágios de resolução de problemas, desde a fase de busca e de seleção até a implementação, conectando o mercado e os fluxos tecnológicos relacionados durante o mesmo (BESSAND, TIDD, 2007).
Cooper sugere um processo sistemático em estágios que permitem reduzir a incerteza através de critérios de decisão avaliados a cada fase de desenvolvimento.
A empresa adaptada à nova década deve, portanto, ser orientada ao design, incluindo métodos e ferramentas que possibilitam a criação e avaliação contínua de produtos, processos e fluxos de valor que possam encantar o cliente externo e interno a todo tempo.
Silvio Meira (2012), analisando o cenário da inovação no Brasil, apresenta a proposta de Etkowitz e Leydesdorff, composta por três hélices em interação fundamentais no desenvolvimento da inovação na sociedade e economia.
Meira ressalta que governo, academia e indústria são tão essenciais como “a dupla hélice do DNA interage para criar, manter e evoluir a vida”.  Fazendo a analogia para reforçar a importância deste tipo de modelo para a sobrevivência dos modelos de negócio brasileiros no contexto mundial. O modelo explora o papel de cada uma das instituições no arranjo; os processos de comunicação entre as entidades e com os ecossistemas de conhecimento ao redor e as organizações híbridas que se desenvolveram com a participação de mais de uma das hélices.
A ampliação do modelo por Leydesdorff incluiu outras hélices essenciais como o usuário e o contexto onde este usuário está inserido que explicam o funcionamento dos sistemas globais, nacionais, regionais, locais de inovação, sem deixar de lado as considerações sobre firmas individuais, representando não somente o ambiente (ou “ambiente social”) onde as inovações ocorrem, mas também as interações entre conhecimento, inovação e ambiente em um mesmo cenário.
A proposta de Silvio Meira concebida na rede de business designers IKEWAI é que a quinta hélice seja o capital empreendedor “já que conceitos, capacidades e conexões associadas a investimento de risco e seus agentes são absolutamente essenciais para os processos de inovação”.
Neste contexto, é importante pensar ainda em Venture capital no cenário brasileiro. Segundo Meirelles (et al, 2008) que amplia esta discussão, a expressão venture capital, da língua inglesa, é na maioria das vezes traduzida para a língua portuguesa como capital de risco e capital empreendedor.
O trabalho de Meirelles (et al, 2008) apresenta, com base na literatura e em fontes secundárias de dados, características e tendências, assim como a potencialidade desta alternativa de financiamento para as empresas em geral e, sobretudo, para as empresas de base tecnológica.
Mauricio Carvalho no blog da IKEWAI fala de importantes características que devem estar presentes no espírito empreendedor.
"O empreendedor deve ter a sensibilidade de captar necessidades e aspirações adormecidas, a audácia para acordá-las e a perseverança para nutri-las diariamente.  [...] O empreendedor é um eterno aprendiz, nunca satisfeito com aquilo que aprendeu, sempre buscando aquela peça nova de conhecimento que vai encaixar no gigantesco quebra-cabeças que vem montando ao longo de sua vida, até sua missão encontrá-lo.[...]A missão do empreendedor nunca é o lucro.  A missão do empreendedor é quase sempre algo intangível e coletivo. É ajudar outros a serem mais eficientes, a viver melhor, a não sofrer, a sonhar mais alto, a chegar mais longe.  Por isso, não existe empreendedorismo solitário O empreendedor é, acima de tudo, um missionário.  Sua grande obra é disseminar aquele sonho para outros. É descobrir e agregar novos sonhadores que estejam dispostos a alimentar e transformar aquela ideia em algo cada vez mais real. É cometer erros, aprender com eles e não ter medo de cometer novos erros[...]."

### Reputação como diferencial estratégico
Além do foco tradicional em inovação e crescimento acelerado, startups têm cada vez mais incorporado a construção de reputação como parte central de sua estratégia de posicionamento. A adoção de práticas de comunicação institucional, como assessoria de imprensa e presença qualificada na mídia, passou a ser vista como um diferencial competitivo, especialmente em estágios iniciais, ao contribuir para a geração de confiança entre investidores, parceiros e clientes. Estudos recentes também apontam que o uso de tecnologias como inteligência artificial pode desempenhar um papel relevante na formação da imagem pública dessas empresas, otimizando narrativas e reforçando atributos de credibilidade.

## Tipos de startups

### Startups jurídicas (LawTech)
Startups jurídicas constituem um ramo específico dentro das Startups. Elas têm como principal objetivo reduzir gastos com tempo e burocracia, e estão presentes em diversos países. As Startups jurídicas, em sua maioria, buscam otimizar a eficiência da justiça, principalmente em países como o Brasil, onde o aparato estatal é altamente complexo e o sistema judiciário muitas vezes demora anos para realizar um único processo.
Essas empresas específicas da área jurídica buscam desenvolver protótipos de software e fazer uso das tecnologias para romper o padrão tradicional de mercado do ramo jurídico. As alterações propostas nesse padrão provocam uma certa ruptura com a atual conjuntura desse espaço e implementam um novo ponto de vista sobre o assunto. Para isso, elas fazem uso da tecnologia blockchain, algoritmos avançados e inteligência artificial. LiberFly, Legal Labs, JusBrasil, Finch Soluções, Lexio, Looplex, NetLex, Advys e, Justto, dentre outras do mesmo gênero, são alguns exemplos de startups jurídicas que atuam no Brasil.
No início, as startups jurídicas focaram em desenvolvimento de softwares e em formas de aplicar tecnologia ao gerenciamento de processos, armazenamento de documentos e busca eletrônica. Atualmente, existem startups trabalhando em diversos segmentos do Direito, como na automação e gestão de documentos, na compilação de notícias sobre o ramo, consultorias sobre o tema, resolução de conflitos online, monitoramento e extração de dados públicos, análise de jurisprudência, gestão de escritórios e departamentos jurídicos, criação de rede profissional e ferramentas para confecção de documentos jurídicos.
Os serviços prestados por startups jurídicas costumam ser seis vezes mais baratos que o normal, podendo diminuir as despesas dos escritórios e melhorar a vida dos profissionais da área jurídica. Dessa forma, a advocacia concentra seus esforços em métodos e técnicas para a resolução do conflito legal, simplificando atividades burocráticas de modo mais rápido e eficiente com o uso de ferramentas de inteligência.
Dezenas de startups jurídicas presentes no Brasil cooperam através da Associação Brasileira de Lawtechs & Legaltechs (AB2L). A AB2L visa o desenvolvimento de empresas que unam a atividade jurídica ao uso de recursos tecnológicos, buscando aprimorar as práticas profissionais, além de se comprometer com o compartilhamento do conhecimento legal e com o acesso à justiça.
Não se deve confundir startups do direito (startups jurídicas) com direito das startups. Direito das startups se refere a uma compilação de instrumentos de Direito Empresarial e Propriedade Intelectual utilizada por startups em geral. Porém, não é somente uma compilação de instrumentos, mas também é um adaptação deles à realidade das startups e da nova economia que elas criaram. Ou seja, um documento jurídico que pode ser mais rebuscado para uma empresa de grande porte, pode ser mais simplificado para uma startup, se adaptando à realidade dessas.
Devido ao surgimento de startups jurídicas, faculdades e instituições de ensino têm centralizado novos grupos de pesquisa e ensino sobre empreendedorismo, disposições financeiras, contratuais e societárias, visando englobar o aprendizado de fundamentos da informática e programação. Há o incentivo do estudo do Direito em paralelo com novas áreas do conhecimento, estabelecendo não simplesmente uma nova área de reflexão jurídica, mas aplicando inovações tecnológicas eficazes a legislação comum.

### Startups em saúde (Healthtech)
Não existe um nome usado por todos, mas startups em saúde podem ser chamada de Healthtech, nome usado na internet. Pires discute startups na área de saúde.

### Startups Financeiras (Fintech)
Fintech é toda empresa que se propõe a oferecer serviços relacionados ao seu dinheiro, só que a custos bem mais baixos que os dos bancos, e beneficiando-se do imenso alcance da internet.

### Startups de Recursos Humanos (HRtech)
Nomenclatura usada para se referir à startups que oferecem serviços voltados aos Recursos Humanos. Termo pouco conhecido, o HR Tech é muito difundido em outros países onde a cultura de empreender no formato de Startup é mais comum, no Brasil existem apenas dezessete HR Techs que foram registradas na Associação Brasileira de Startups, os processos de recrutamento e seleção (R&S) vem sendo revolucionados por essas empresas. Sites especializados oferecem serviços específicos tanto para empresas quanto para candidatos, alguns destaques são: Trampos, Catho, Manager e Vagas.com.

## Dicionário de termos mais usados
O termo startup  ("empresa emergente") traz consigo vários outros que fazem parte da língua da inovação, eles são em inglês para atingirem o maior numero possível de pessoas e unificar este conhecimento, sendo alguns destes localizados para o português:
- Boostrapping: Bootstrap significa criar sua startup usando somente recursos próprios, sem recorrer a investidores externos. Se há alguma entrada de capital, ela vem dos primeiros clientes. Os bootstrappers costumam ser empreendedores com capacidade acima da média e experientes;
- Saída: É quando um sócio, investidor ou empreendedor entrega seu percentual da empresa em troca de uma quantia de dinheiro e deixa a sociedade. Essa é a meta de quase todos que colocam dinheiro em negócios em fase inicial;
- Lean startup: Lean, que significa enxuto, é um conceito de gestão que prioriza a eliminação de desperdícios. Para as startups, o conceito do americano Eric Ries deve transformar uma metodologia pensada originalmente para empresas de tecnologia em um método aplicável a qualquer empreendimento nascente. Não confunda com “barato”, ou seja, usar o mínimo de capital no projeto da startup;
- Pivot: Pivot, ou pivotar em uma tradução livre para o português, significa redirecionar o modelo de negócios da empresa em busca de saídas mais lucrativas, mas mantendo a base para não perder a posição já conquistada;
- Meetup: É um encontro informal em que os empreendedores têm a chance de falar sobre a sua ideia. Geralmente, as pessoas conversam de pé, para facilitar a circulação e o networking, este encontro obrigatoriamente deve ocorrer em um bar ou estabelecimento similar em dias de baixo movimento ( Segunda-Feira, Terça-Feira ou Quarta-Feira), para fomentar o ecossistema local;
- Sócio-capitalista: Diferente do investidor, o sócio-capitalista não gosta de correr riscos altos. Por isso, ele investe em modelos mais tradicionais e se envolve na gestão da empresa;
- Aceleradoras: Apesar de semelhante às incubadoras em alguns aspectos, as aceleradoras são focadas em empresas que tenham um enorme potencial de crescimento. Em geral, são lideradas por empreendedores ou investidores experientes, usam capital privado e se baseiam em sessões de mentoring;
- Pré-aceleradora: É semelhante a aceleradora, no entanto não possui capital semente ou investimento financeiro por parte da pré-aceleradora nas startups, além de que ela não recebe participação nas ações da startup como ocorre em algumas aceleradora;
- Venture capital: É o termo usado para todas as classes de investidores de risco. No Brasil, os fundos de venture capital investem entre R$ 2 milhões e R$ 10 milhões em empresas que já faturam alguns milhões;
- Investidor-anjo: São pessoas que procuram empresas bem iniciantes – muitas vezes apenas uma ideia – e investem entre R$ 50 mil até R$ 500 mil em startups de conhecidos para vender sua parte a investidores maiores no futuro;
- Pitch: O pitch é uma apresentação sumária de 1 a 7 minutos com objetivo de conquistar o interesse da outra parte (investidor ou cliente) pelo seu negócio. É uma ferramenta essencial para empreendedores conseguirem investimento para seu negócio;
- MVP (Minimum Viable Product): É o protótipo do negócio, uma simulação podendo ser de baixa fidelidade ou alta fidelidade, utilizado para testar aspectos do produto ou de seu modelo de negócios;
- Unicórnio: É o termo que se refere a todas as startups que atingiram um valuition igual ou superior a US$ 1.000.000,00 (um bilhão de dólares);
- FabLab: É um Laboratório de Fabricação, é um espaço compartilhado que conta com equipamentos e maquinário para o desenvolvimento de produtos e protótipos, muito utilizado pelos Makers;
- Maker: Oriundo da cultura "Do it yourself" (DIY), em português "Faça você mesmo", é a denominação que as startups que trabalham com hardware ou produtos físicos recebem;
- Makers: Adeptos e praticantes  da cultura Maker;
- SW (Startup Weekend): É um evento da empresa canadense TechStarts que tem como propósito disseminar a cultura de startups pelo mundo, é um evento imersivo que em 54h os participantes criam uma startup apenas da ideia.
- Hackathon: É uma maratona de solução de problemas, a hackathon é um evento para incentivar a criação de startups a partir de um problema real, uma das obrigações de uma hackathon é que os dados utilizados nela sejam reais e que a premiação do evento seja em dinheiro;
- Know-how: É todo conhecimento técnico e vivencias que são carregadas por aquele individuo;
- Elevator Pitch: É o termo utilizado especificamente para os pitchs entre 30 segundos e dois minutos, é o pitch utilizado para atrair o cliente ou investidor para a ideia do projeto. O nome vem da associação ao tempo que se teria para apresentar a ideia dentro de um elevador, ou dentro dele ate a porta da reunião em que o ouvinte esta indo.